# Abbazia di Hronský Beňadik
L'Abbazia di Hronský Beňadik è una ex abbazia benedettina a Hronský Beňadik, nella Slovacchia, paese che prende il nome dalla stessa abbazia. Dal 1990 l'abbazia ospita un convento di pallottini. Il 24 aprile 1970 è stata inserita nell'elenco dei monumenti nazionali slovacchi. Il 4 marzo 2019 è stata elevata a basilica minore.

## Storia

### La fondazione
L'abbazia benedettina di Hronský Beňadik fu solennemente consacrata nel 1075 alla presenza del fondatore, il re d'Ungheria Géza I. Il complesso abbaziale doveva essere in quell'anno già stato ultimato. Contemporaneamente il re concesse alla nuova abbazia diritti di proprietà e privilegi. Appartenevano all'abbazia vaste proprietà che, al di là del comitato di Tekov, si estendevano anche ai comitati di Nitra, di Esztergom, di Novohrad e ad altri ancora; fra i privilegi c'era il diritto alla gabella sul sale in Transilvania e la gabella sul trasporto fluviale del legname lungo il fiume Hron.

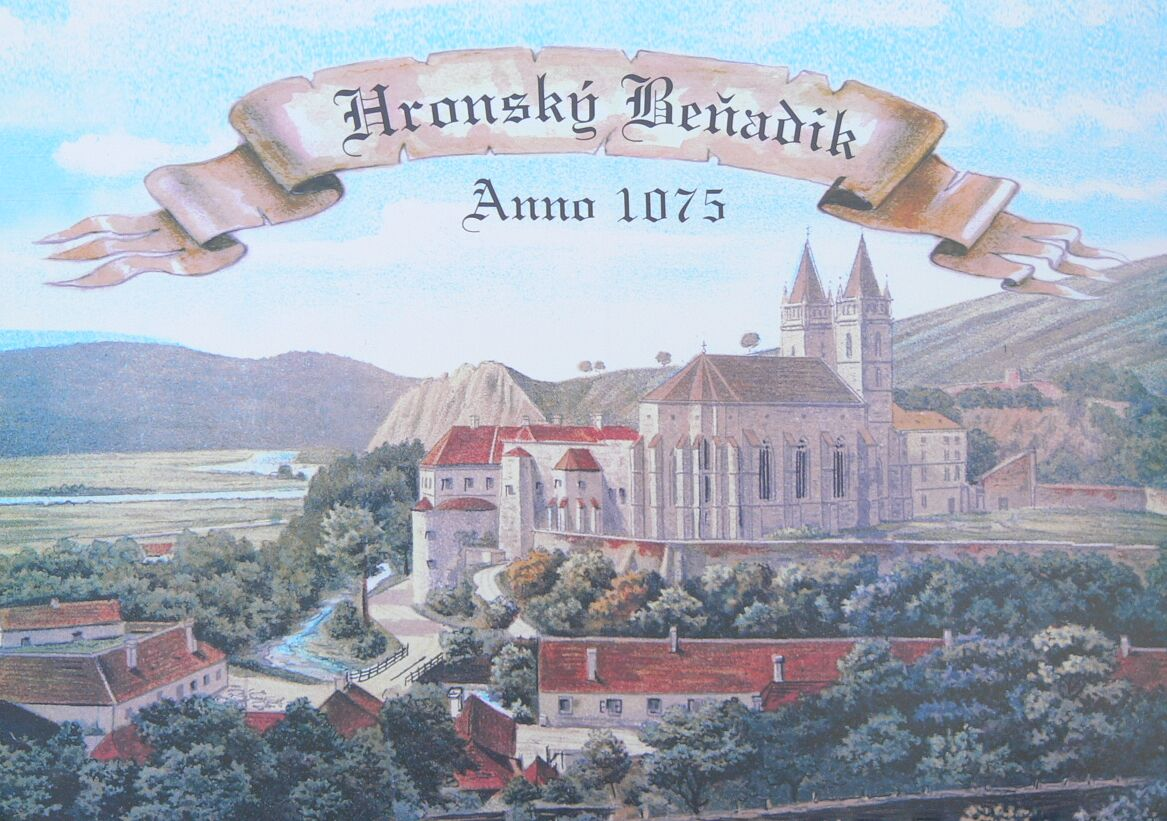

Il luogo di fondazione di quest'abbazia benedettina non fu scelto a caso. I fattori più vantaggiosi erano le condizioni naturali favorevoli (la cosiddetta "Porta Slovacca" è l'ingresso della Valle del Hron) e l'antico itinerario commerciale che collegava Nitra con la zona delle miniere dei Monti Metalliferi Slovacchi, dove successivamente si svilupparono le città regie.
Le ricerche archeologiche hanno confermato che il sito era abitato già durante il periodo della Grande Moravia.
Del primo complesso romanico risalente al 1075 si è conservato poco. L'indagine effettuata in questo sito dal 1881 al 1883 scoprì alcuni resti di muri del più antico edificio monastico del territorio dell'odierna Slovacchia. Probabilmente l'abbazia era composta da una basilica a tre navate e di un chiostro sul lato meridionale. Questi edifici si conservarono per circa trecento anni. Nella prima metà del XIV secolo il complesso andò in rovina. Il chiostro e la chiesa furono distrutti, si salvarono soltanto il fonte battesimale e il grande crocifisso di legno.

### La ricostruzione del XIV secolo
La costruzione del complesso odierno risale al regno di re Luigi I d'Angiò, probabilmente fra gli anni 1345 e 1350, secondo altri negli anni fra il 1346 e il 1375). Della chiesa gotica fu iniziata la costruzione di tre absidi coperte da volte a crociera. Contemporaneamente fu avviata la costruzione del chiostro. Al termine di questa fase di costruzione, verso la fine del XIV secolo, furono costruite le tre navate della chiesa, i tipici campanili gemelli sulla facciata e un portale di ingresso tardo-gotico. Il chiostro sul lato meridionale fu completato con il porticato sui quattro lati. L'ultima costruzione del periodo gotico fu l'ala dell'abbazia, completata nel 1508. Nel centro del chiostro c'era un giardino. Dopo il completamento dei lavori di costruzione, la chiesa cominciò ad arricchirsi di significative opere d'arte, in particolare altari, di cui rimangono pochissimi resti.
Dal periodo successivo al ristabilimento del monastero fino al XV secolo, ci sono pervenute relativamente poche notizie sul destino dell'edificio. Fa eccezione il periodo dell'abate Giovanni III (1476-1510), che, secondo gli annali, ricostruì il tetto della chiesa, fondò la cappella del Santissimo Sangue, e intorno al 1506 provvide la chiesa di un organo. Diede anche un contributo significativo allo sviluppo dell'istruzione e della biblioteca.
Nel 1483 il monastero ricevette dal re Mattia Corvino una reliquia del sangue di Cristo. Deve essere una parte del telo con cui la Veronica asciugò il volto di Gesù sulla via del Calvario. Il re aveva probabilmente ricevuto la reliquia da papa Paolo II.
Fin dalle origini l'abbazia non fu soltanto un centro di evangelizzazione, ma più in generale fu un centro di irradiamento della cultura medievale e di istruzione, ma anche di diffusione di nuove pratiche agricole nella regione. Importanti monumenti di arte figurativa, della liturgia, opere teologiche e musicali ebbero origine fra le mura dell'abbazia di Hronský Beňadik: da qui proviene il Codice di Nitra, un evangeliario latino, che è il più antico testo latino che si conserva nel territorio dell'odierna Slovacchia.

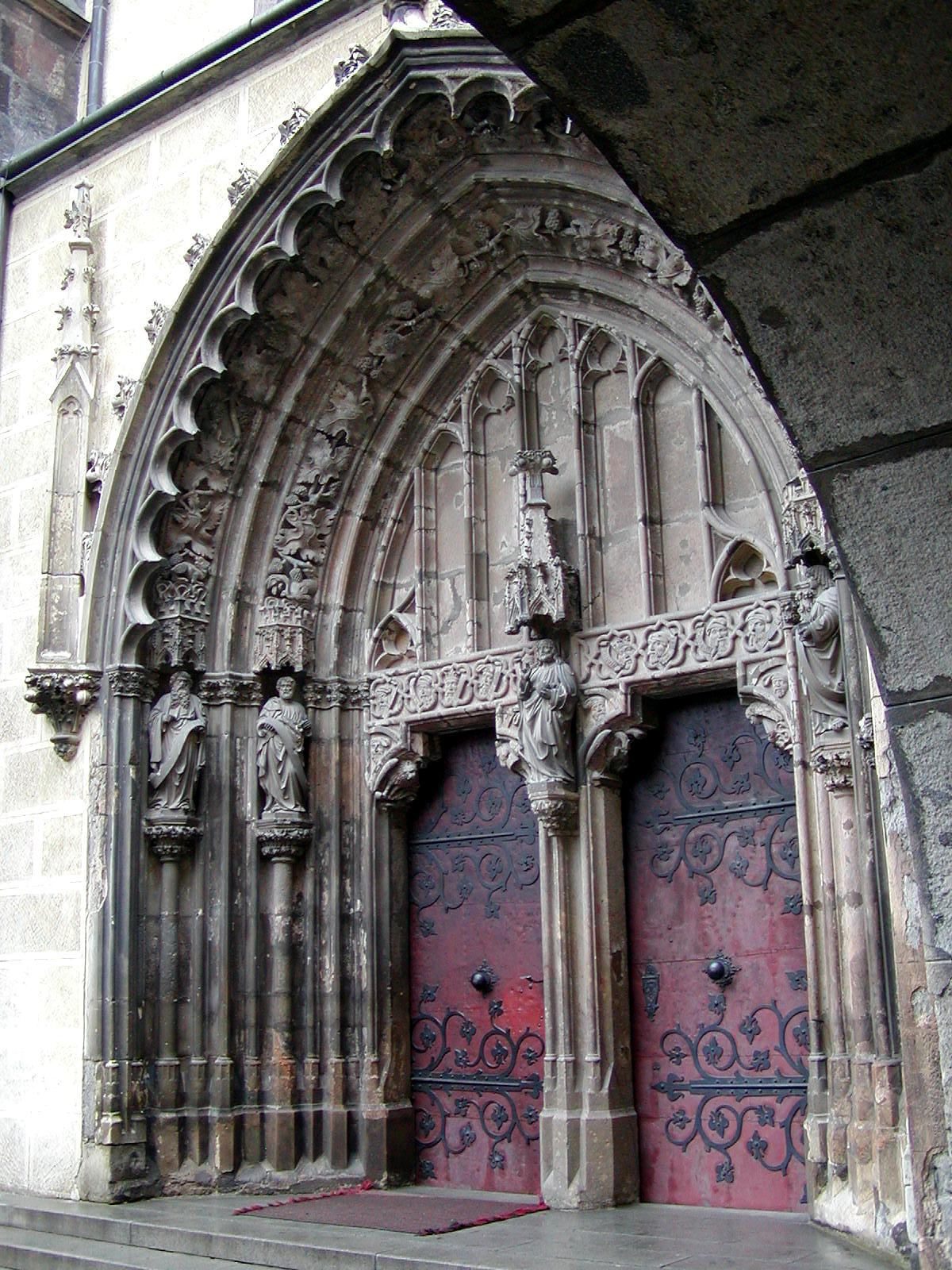
L'imponente portale

L'abbazia figurava anche tra i loca credibilia, aveva cioè ampie facoltà notarili che comprendevano l'emissione, la conferma e la verifica di documenti e scritture importanti, le persone rivolgevano all'abate richieste per risolvere le controversie in materia di proprietà. L'abbazia era allo stesso tempo un luogo in cui si conservavano archivi e oggetti di valore.

### Le fortificazioni rinascimentali
L'inizio del XVI secolo portò con sé l'aumento dei pericoli delle incursioni ottomane, ma anche delle rivolte della popolazione locale, per i quali l'abbazia rappresentava il potere feudale. Queste circostanze comportarono una trasformazione del complesso abbaziale. Dopo il 1537, furono create le fortificazioni per proteggere l'abbazia dai nemici esterni. Il risultato fu la ricostruzione del chiostro e della chiesa sulla fortezza rinascimentale, che fu completata fra il 1565 e il 1588, quando la proprietà dell'edificio era del capitolo di Strigonio. Divennero parte del complesso abbaziale possenti mura e massicci bastioni. Il prezzo per questa trasformazione fu la scomparsa di alcuni elementi gotici dell'architettura. L'abbazia vera e propria dopo la trasformazione divenne parte delle fortificazioni, che proteggevano la Slovacchia centrale: nel 1663 divenne una fortezza di frontiera, durante l'occupazione turca di Levice.

### Distruzioni e restauri
Nonostante queste modifiche, gli edifici dell'abbazia furono gravemente danneggiati durante le incursioni ottomane. Lungo i secoli XVII e XVIII si susseguirono le riparazioni delle parti distrutte. Nel Settecento un grande granaio (60 x 10 m) fu costruito sul luogo di un'ala del chiostro che era stata distrutta.
Il 21 luglio 1881 gli edifici dell'abbazia furono colpiti da un grande incendio, che danneggiò il complesso in modo tanto grave che il capitolo di Strigonio fu costretto a fare ampie riparazioni. Un restauro purista in stile neogotico fu progettato da Ferenc Storno, e portato a termine fra il 1882 e il 1889 da Otto Sztehló. Il restauro comportò il sacrificio di parti del monastero che erano relativamente ben conservate, ad esempio fu demolita la torre di ingresso con il ponte levatoio. Alcuni elementi dell'arredamento gotico trovarono una nuova collocazione nel Museo diocesano, l'odierno Museo cristiano di Esztergom.
All'interno fu allestito un altare neogotico che include parti dell'altare gotico originale.
I salesiani si stabilirono nell'abbazia nel 1927 e con qualche interruzione vi rimasero fino al 1999, quando subentrarono i pallottini. Gli edifici dell'abbazia sono utilizzati per opere di carità, ma è possibile essere ospitati per brevi periodi.

## Architettura

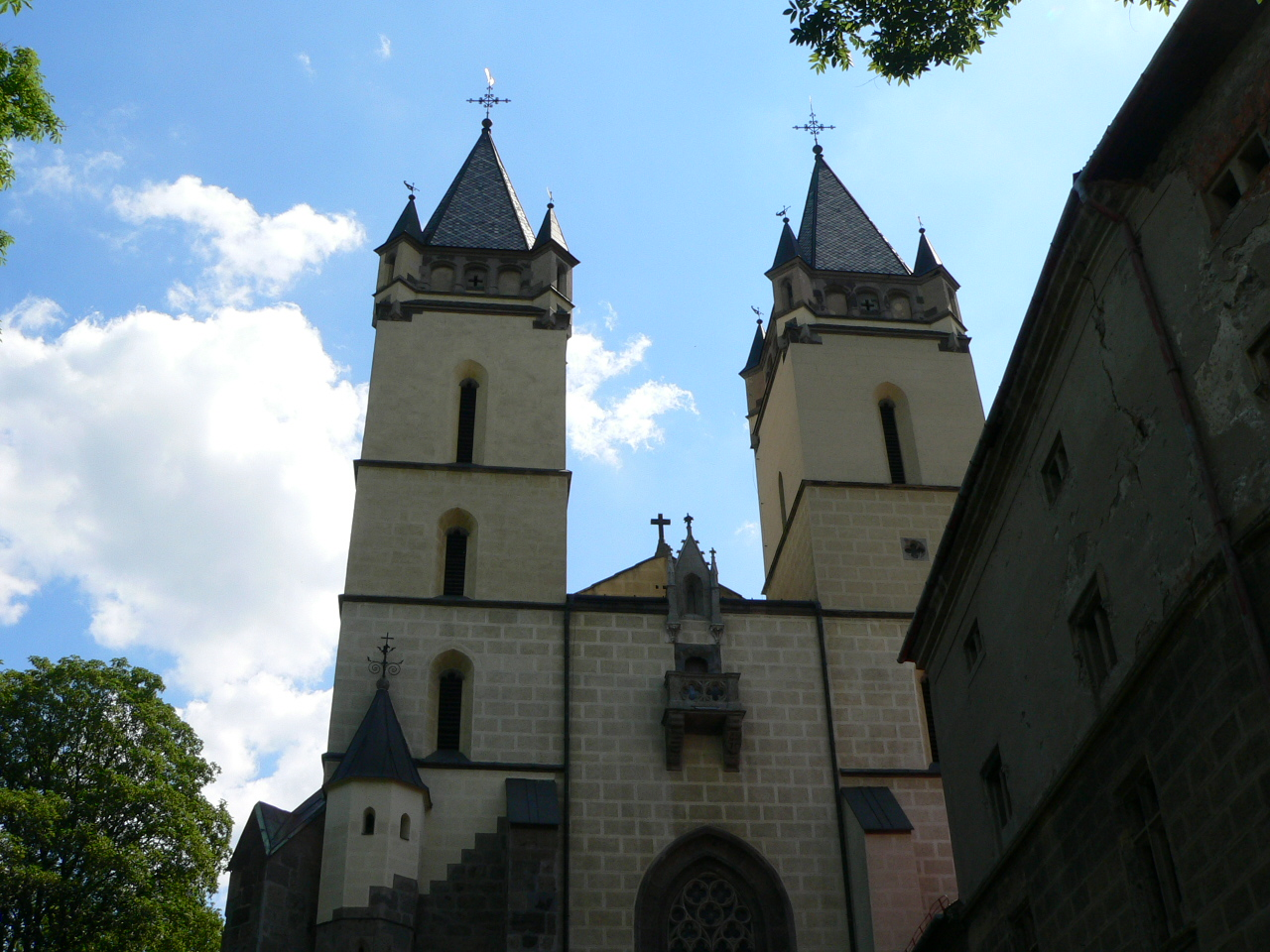
La facciata della chiesa sormontata da due possenti campanili gemelli.

La parte centrale del complesso abbaziale è il cosiddetto "cortile del paradiso" circondato da un portico sui quattro lati. Attorno al cortile si trovano gli edifici dell'abbazia e il complesso è dominato dalla chiesa della Vergine Maria e di San Benedetto che si trova sul lato nord. Si tratta di una magnifica basilica a tre navate con un imponente portale gotico rivolto sul lato ovest e la facciata con una tipica coppia di torri gemelle. La chiesa è coperta da volte a crociera. Sul lato sud si trova una parte della volta a crociera dell'antica abbazia gotica, che è adiacente alla sacrestia gotica con cappella tardo-gotica del Preziosissimo Sangue risalente al 1489.
In seguito alla ricostruzione rinascimentale della fortezza nel XVI secolo, l'area dell'abbazia si è circa triplicata. Furono inclusi nel complesso di nuova costruzione i seguenti edifici originari: la facciata orientale conservata, la chiesa e la vecchia torre difensiva con la porta d'ingresso. La chiesa divenne parte del sistema di fortificazione, fungendo da bastione nord-occidentale. Le mura esterne furono rinforzate e completate da massicci bastioni cilindrici, di cui solo uno è sopravvissuto nella forma originale. Il complesso dell'abbazia dopo la ricostruzione ebbe il carattere di una fortezza per la difesa contro gli ottomani. In uno dei bastioni si è conservato un sistema di espulsione dei gas prodotti dalla detonazione dei cannoni, sistema unico per l'epoca. Un altro elemento tecnico che ha trovato applicazione dopo la ricostruzione è stato un acquedotto con tubi di ceramica che forniva l'approvvigionamento idrico per gli abitanti dell'abbazia e proveniva da una sorgente vicina. Oggi l'acquedotto finisce nel pozzo del cortile.
L'inventario della chiesa è oggi relativamente modesto. Molti manufatti rari si trovano nei musei ungheresi (ad esempio l'altare della Passione - un importante monumento di pittura su tavola). Del primitivo allestimento rimangono solo poche statue (tre sculture dell'altare maggiore originale), la reliquia del Preziosissimo Sangue donata all'abbazia dal re Mattia Corvino, il fonte battesimale tardobarocco dalla chiesa romanica, che risale alla fine del XVIII secolo, in pietra policroma e la cripta della famiglia Koháry con l'epitaffio marmoreo tardorinascimentale di Štefan Koháry della fine del XVII secolo. L'iscrizione è decorata con un ricco decoro ornamentale. Un raro monumento è l'organo della chiesa, del 1714, fra i  più preziosi della Slovacchia.
Il complesso abbaziale con la sua imponenza è una combinazione unica di edifici sacri e fortificazioni, nonché la simbiosi di diversi stili di costruzione - gotico, rinascimentale e barocco.